# Mistrzostwa Świata w Piłce Nożnej 2006 (eliminacje)
W kwalifikacjach uczestniczyło 198 drużyn z całego świata. Reprezentacja Niemiec jako gospodarz turnieju awansowała bez eliminacji. 

## Strefy kontynentalne
Aby zobaczyć daty i wyniki poszczególnych spotkań rundy kwalifikacyjnej dla każdej strefy kontynentalnej, zobacz poszczególne artykuły:
- Europa (UEFA)

Grupa 1 - Holandia
Grupa 2 - Ukraina
Grupa 3 - Portugalia
Grupa 4 - Francja
Grupa 5 - Włochy
Grupa 6 - Anglia
Grupa 7 - Serbia i Czarnogóra
Grupa 8 - Chorwacja
Baraże: Szwecja, Polska – najlepsze drużyny zajmujące 2 drugie miejsce w swoich grupach
Hiszpania, Szwajcaria, Czechy – zakwalifikowani po meczach barażowych
- Ameryka Południowa (CONMEBOL)

Brazylia, Argentyna, Ekwador i Paragwaj. Urugwaj awansował do play-offu interkontynentalnego.
- Ameryka Północna i Centralna oraz Karaiby (CONCACAF)

Stany Zjednoczone, Meksyk i Kostaryka. Trynidad i Tobago awansowało do play-offu interkontynentalnego.
- Afryka (CAF)

Grupa A - Togo.
Grupa B - Ghana.
Grupa C - Wybrzeże Kości Słoniowej.
Grupa D - Angola.
Grupa E - Tunezja.
- Asia (AFC)

Grupa A - Arabia Saudyjska i Korea Południowa
Grupa B - Japonia. Iran
Bahrajn awansował do Play-offów interkontynentalnych.
- Oceania (OFC)

Australia awansowała do Play-offów interkontynentalnych.

## Play-offy interkontynentalne

### AFC / CONCACAF
Trynidad i Tobago −  Bahrajn 1:1

 Bahrajn −  Trynidad i Tobago 0:1
W dwumeczu 2:1 dla Trynidadu i Tobago. Reprezentacja ta awansowała do finałów MŚ.

### CONMEBOL / OFC
Urugwaj −  Australia 1:0

 Australia −  Urugwaj 1:0, (karne: 4:2)
W dwumeczu 3:1 dla Australii. Reprezentacja ta awansowała do finałów MŚ.

## Drużyny zakwalifikowane
| Afryka (CAF) kwalifikacje Angola Ghana Togo Tunezja Wybrzeże Kości Słoniowej Azja (AFC) kwalifikacje Arabia Saudyjska Iran Japonia Korea Południowa Ameryka Południowa (CONMEBOL) kwalifikacje Argentyna Brazylia (obrońca tytułu) Ekwador Paragwaj Oceania (OFC) kwalifikacje Australia (obecnie w AFC) | Europa (UEFA) kwalifikacje Anglia Chorwacja Czechy Francja Hiszpania Holandia Niemcy (gospodarz) Polska Portugalia Serbia i Czarnogóra Szwajcaria Szwecja Ukraina Włochy Ameryka Północna (CONCACAF) kwalifikacje Kostaryka Meksyk Stany Zjednoczone Trynidad i Tobago |